# Abdisho III bar Muqli
Abdisho bar Muqli (Mosul, ... – Baghdad, 25 novembre 1147) è stato un vescovo cristiano orientale siro, metropolita di Karka d'Beth Slokh e patriarca della Chiesa d'Oriente dal 1138 al 1147.

## Biografia
Abdisho bar Muqli era originario di Mosul e fu metropolita di Karka d'Beth Slokh, l'odierna Kirkuk, nella regione del Beth Garmai.
Alla morte di Bar Sawma, l'11 gennaio 1136, il patriarcato della Chiesa d'Oriente restò vacante per diverso tempo per l'impossibilità degli elettori di mettersi d'accordo sul nome del successore. Alla fine intervenne il visir Sharaf al-Din ibn Tarad al-Zaynabi, che impose il nome di Abdisho bar Muqli.
Abdisho ottenne il decreto di approvazione e di protezione, rilasciato dal califfo al-Muqtafi, e che è stato pubblicato nel 1926 dallo studioso caldeo Alphonse Mingana. Il nuovo patriarca fu consacrato e intronizzato il 13 novembre 1138 nella chiesa di Kohe a Al-Mada'in per mano di Giovanni, metropolita di Nisibi.
Durante il suo patriarcato, la Chiesa d'Oriente poté vivere un momento di relativa tranquillità. Ciò permise ad Abdisho III di ricostruire o restaurare diversi edifici e chiese nel quartiere cristiano di Dar al-Rum a Baghdad. Gli storici lodano il suo patriarcato, che diresse abilmente, malgrado le critiche sulla sua avarizia e il suo amore per il denaro.
Colpito da paralisi, perse l'uso della parola, e visse gli ultimi mesi di vita senza poter guidare effettivamente la sua Chiesa. Morì il 25 novembre 1147 e fu sepolto nella chiesa di Nostra Signora (detta al-Kursi) a Dar al-Rum.